# Alessandro Bollani
Alessandro Bollani (Genova, 3 febbraio 1895 – ...) è stato un calciatore italiano, di ruolo difensore o centrocampista. Fu al centro di un procedimento disciplinare che rischiò di portare il Brescia F.B.C. alla retrocessione.

## Caratteristiche tecniche
Giocava come terzino e ala.

## Carriera
Ha iniziato a giocare nell'Andrea Doria. 

Fu protagonista del primo "pasticcio militare" nella storia del calcio italiano.

Dovendo infatti svolgere il servizio militare nel 1915 essendo della classe 1895, ma soprattutto essendo chiamato nel primo semestre secondo il bando stabilito dall'Esercito Italiano a conflitto mondiale non ancora iniziato, il Brescia ne chiede il tesseramento a fini militari quando non è stata ancora definita la sua destinazione non avendo ancora disputato alcuna partita con l'Andrea Doria.
Debutta il 29 novembre 1914 nella gara Como-Brescia giocando in quel campionato le ultime tre partite della stagione.
Ricevuto il reclamo e scoperta l'irregolarità (esisteva il prestito a fini militare anche all'epoca - la truffa consisteva nell'averlo fatto arrivare in una caserma di Brescia per farlo giocare con le rondinelle quando il suo servizio militare non era ancora iniziato), la FIGC dette perse a tavolino alle rondinelle tutte le partite a cui aveva preso parte, perdendo così a favore dell'US Milanese la terza piazza che, da regolamento di quella stagione, sarebbe stata l'ultima a garantire la salvezza. Fortunatamente per i bresciani, la sospensione dovuta allo scoppio del primo conflitto mondiale anche in Italia congelò la sentenza, e la generale amnistia susseguente alla vittoria bellica del 1918 cancellò ogni problema.
Dopo la guerra, dal 1919 al 1923 Bollani giocò altre 48 partite con la casacca del Brescia, condite da una rete, nei campionati di Prima Categoria dal 1919 al 1921, e di Prima Divisione Nord dal 1921 al 1923. In totale scese in campo per il Brescia in 51 incontri.
Nella stagione 1922-1923 disputò 9 partite segnando 2 gol con l'Andrea Doria. Militò con i doriani fino al 1924.

## Statistiche

### Presenze e reti nei club
| Stagione  | Club         | Campionato | Campionato | Campionato |
| Stagione  | Club         | Comp       | Pres       | Reti       |
| --------- | ------------ | ---------- | ---------- | ---------- |
| 1913-1914 | Andrea Doria | I Cat      | 16         | 1          |
| 1914-1915 | Brescia      | I Cat      | 3          | 0          |
| 1919-1920 | Brescia      | I Cat      | 19         | 0          |
| 1920-1921 | Brescia      | I Cat      | 6          | 1          |
| 1921-1922 | Brescia      | I Div      | 20         | 0          |
| 1922-1923 | Brescia      | I Div      | 3          | 0          |
| 1922-1923 | Andrea Doria | I Div      | 10         | 2          |